# Yun Du-seo

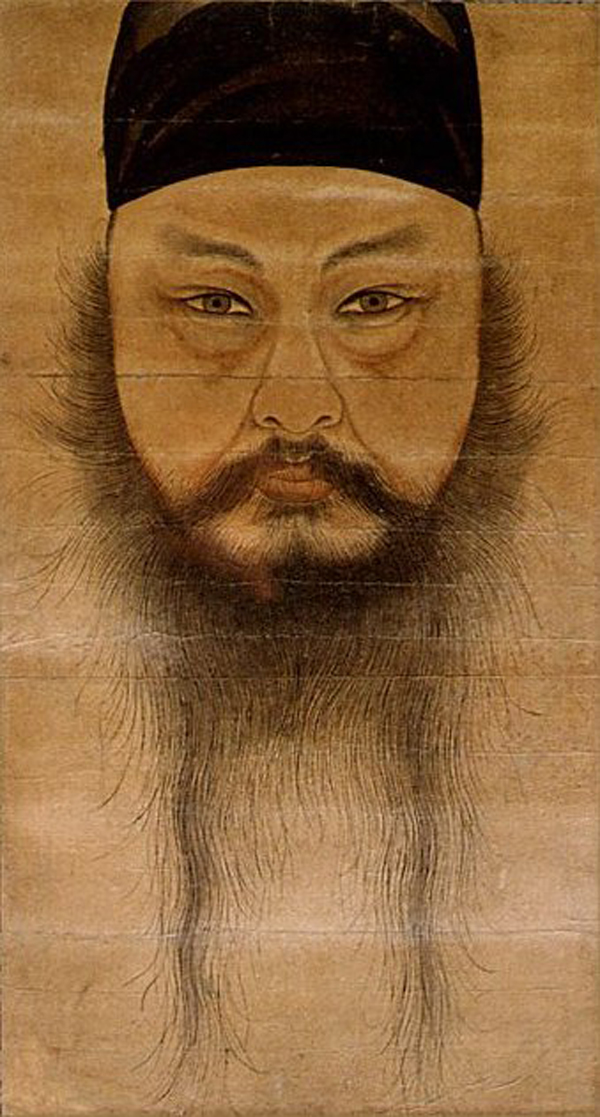
Yun Du-seo
Hangul - 윤두서

Yun Du-seo  (1668-1715) fue un pintor y erudito del período de Joseon de Corea. Su autorretrato es uno de los Tesoros Nacionales de Corea del Sur.

## Galería de imágenes

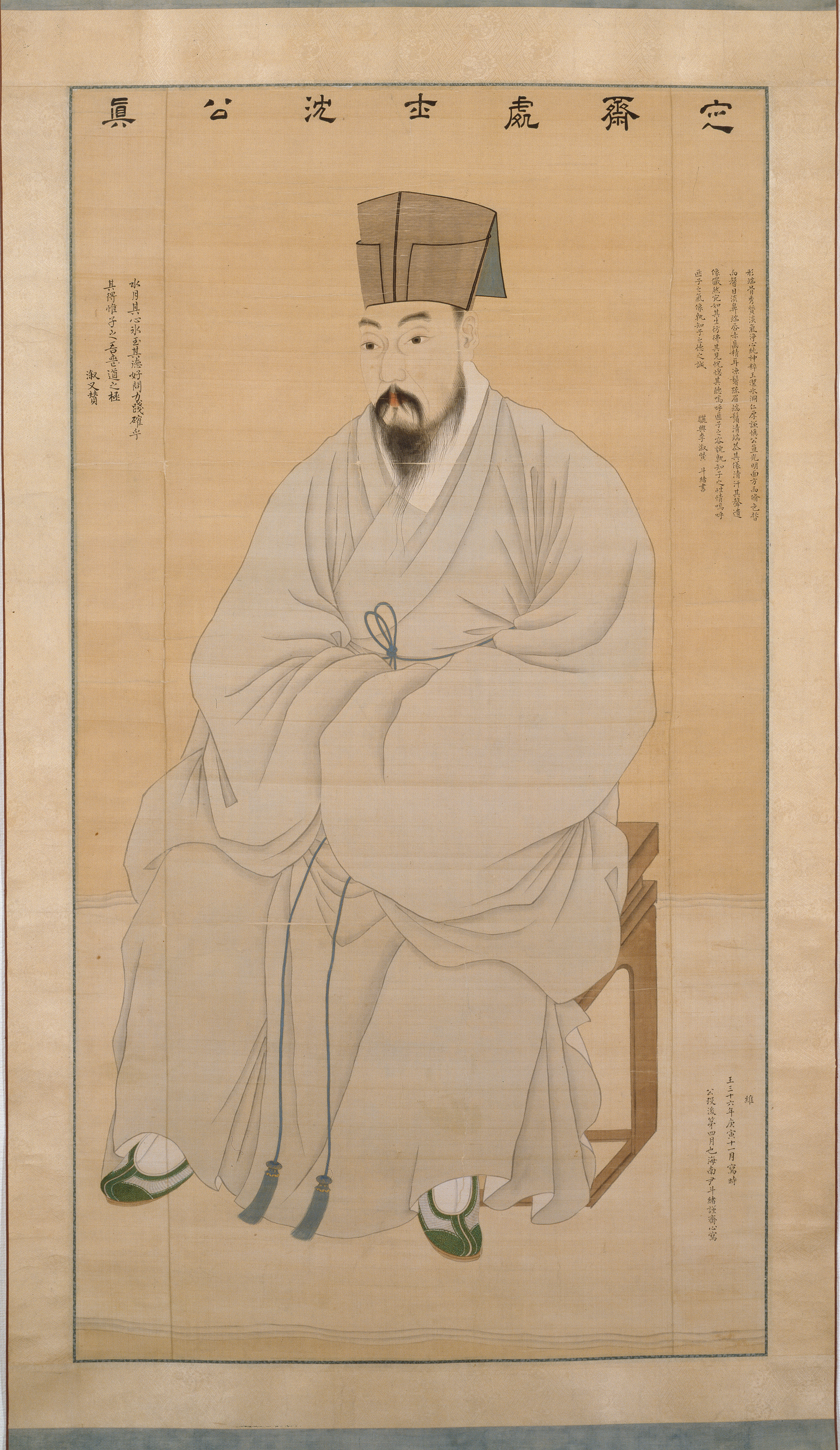
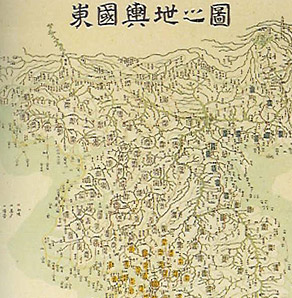
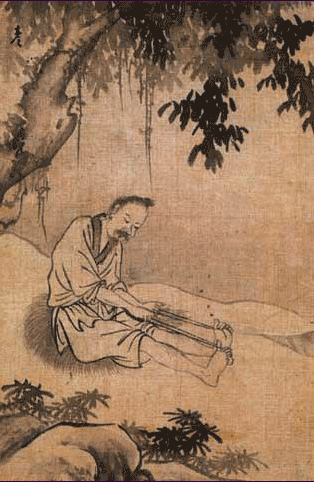
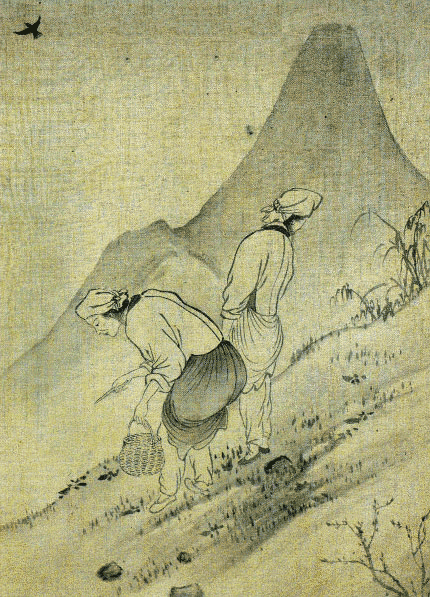

- Wikimedia Commons alberga una categoría multimedia sobre Yun Du-seo.